# جک الیوت
جک الیوت (انگلیسی: Jack Elliott؛ ‏ ۶ اوت ۱۹۲۷ – ۱۸ اوت ۲۰۰۱) آهنگساز، رهبر ارکستر، تنظیم‌کننده، ترانه‌سرا و تهیه‌کننده تلویزیونی اهل ایالات متحده آمریکا بود.
از فیلم‌ها یا مجموعه‌های تلویزیونی که وی در آن‌ها نقش داشته است، می‌توان به کمدین، فرشتگان چارلی، ای‌ئی‌اس هادسن استریت، احمق و قرار ملاقات با یک دختر تنها اشاره نمود.